# Пухов Микола Павлович
Микола Павлович Пухов (25 січня 1895 — 28 березня 1958) — радянський військовий діяч, Герой Радянського Союзу (1943). Генерал-полковник. Депутат Верховної Ради УРСР 2—3-го скликань та Верховної Ради СРСР 3—4-го скликань. Член ЦК КП(б)У в 1949—1952 роках.

## Біографія
Народився 25 (13) січня 1895 року в селі Гришово Калузької губернії (тепер Бабинінського району Калузької області Росія) в родині службовця (вчителя). Закінчив духовну семінарію.
У 1915 році працював вчителем, викладачем вищого початкового училища.
З 1916 року — на військовій службі в Російській імператорській армії. Закінчив 2-у Петергофську школу прапорщиків, брав участь в 1-й світовій війні на Північному фронті, був начальником кінної розвідки полку.
З лютого 1918 року — в Червоній армії. У 1918—1920 роках — ад'ютант полку, начальник штабу стрілецької бригади, начальник штабу стрілецької дивізії Південного, Західного фронтів. Воював з фінською армією на Карельському перешийку. Брав участь у придушенні збройних повстань на Алтаї. Потім служив начальником штабу стрілецької дивізії, а в 1924—1929 роках — командиром стрілецького полку. У 1926 році закінчив Стрілецько-тактичні курси удосконалення командного складу РСЧА «Постріл» імені Комінтерну.
З березня 1930 року — на викладацькій роботі, начальник курсу на Стрілецько-тактичних курсах удосконалення командного складу РСЧА «Постріл» імені Комінтерну, з липня 1932 року — помічник начальника відділу Автобронетанкового управління РСЧА.
У 1935 році закінчив курси удосконалення командного складу при Військовій академії механізації і моторизації РСЧА імені Сталіна, з січня 1935 року — на викладацькій роботі в тій же академії.
З липня 1936 року — помічник начальника, з березня 1938 року — начальник Харківського бронетанкового училища.
З квітня 1939 року — викладач Військово-господарської академії РСЧА, з січня 1941 року — начальник навчального відділу Інтендантської академії РСЧА.
Член ВКП(б) з 1941 року.
Учасник німецько-радянської війни з червня 1941 року. У червні 1941 — січні 1942 року — командир 304-ї стрілецької дивізії Південно-Західного фронту.
У січні 1942 — червні 1946 року — командувач 13-ї армії Південно-Західного, Брянського, Центрального і 1-го Українського фронтів.
У червні 1946 — лютому 1948 року — командувач 8-ї механізованої армії Прикарпатського військового округу.
У лютому 1948 — листопаді 1951 року — командувач військ Одеського військового округу.
У 1952 році закінчив Вищі академічні курси при Вищій військовій академії імені Ворошилова.
У квітні — листопаді 1953 року — командувач військ Північно-Кавказького військового округу.
У листопаді 1953 — січні 1956 року — командувач військ Західно-Сибірського військового округу.
У січні 1956 — червні 1957 року — командувач військ Сибірського військового округу.
З червня 1957 року — головний радянський військовий радник Румунської Народної Армії.
Похований в Москві на Новодівочому кладовищі.

## Звання
- полковник (.12.1935)
- генерал-майор (4.06.1940)
- генерал-лейтенант (14.02.1943)
- генерал-полковник (26.08.1944)

## Нагороди
- Герой Радянського Союзу (16.10.1943)
- чотири ордени Леніна (16.10.1943, 21.02.1945, 6.04.1945,)
- три ордени Червоного Прапора (27.03.1942, 3.11.1944, 1948)
- три ордени Суворова 1-го ст. (8.02.1943, 16.09.1943, 29.05.1945)
- два ордени Кутузова 1-го ст. (27.08.1943, 25.08.1944)
- орден Богдана Хмельницького 1-го ст. (10.01.1944)
- тувинський орден Республіки
- польський орден Хрест Грюнвальда
- польський орден Віртуті Мілітарі
- чехословацький орден Військовий Хрест
- ордени
- медалі